# Gomenasai
«Gomenasai» (яп. ごめんなさい гомэн насай, «простите») — третий сингл из альбома Dangerous and Moving группы «Тату», выпущенный в марте 2006 года.

## Видеоклип
Видеоклип, режиссёром которого был Хайп Уильямс, снят в марте 2006 года в ботаническом саду Лос-Анджелеса. Кроме того, на песню было снято второе видео, транслировавшееся по телеканалам нескольких стран. Вторая версия представляет собой аниме, где Волкова сражается с роботами и освобождает Катину из тюрьмы.
В песне «Happy Birthday» американской группы Flipsyde используются семплы из «Gomenasai». «Тату» и Flipsyde совместно выступали в Германии, хотя в клипе «Happy Birthday» участницы группы не появились.

## Список композиций

### Европа
Maxi CD-Single — May 12, 2006
1. Gomenasai
2. Cosmos (She Wants Revenge Remix) (Remix by She Wants Revenge)
3. Craving (I Only Want What I Can’t Have) (Bollywood Mix) (Remix by Jatin Sharma, Male vocals by Amitabh Bhattacharya and Joi)
4. Gomenasai (Video)

2-Track Edition
1. Gomenasai
2. Cosmos (She Wants Revenge Remix)

Single Version
1. Dave Aude Extension Club Vocal
2. Dave Aude Extension Club Edit
3. Dave Aude Extension Club Dub
4. Dave Aude Mixshow
5. Exacta Club Extended Mix
6. Exacta Mix
7. Video Remix